# Imagen de Dios

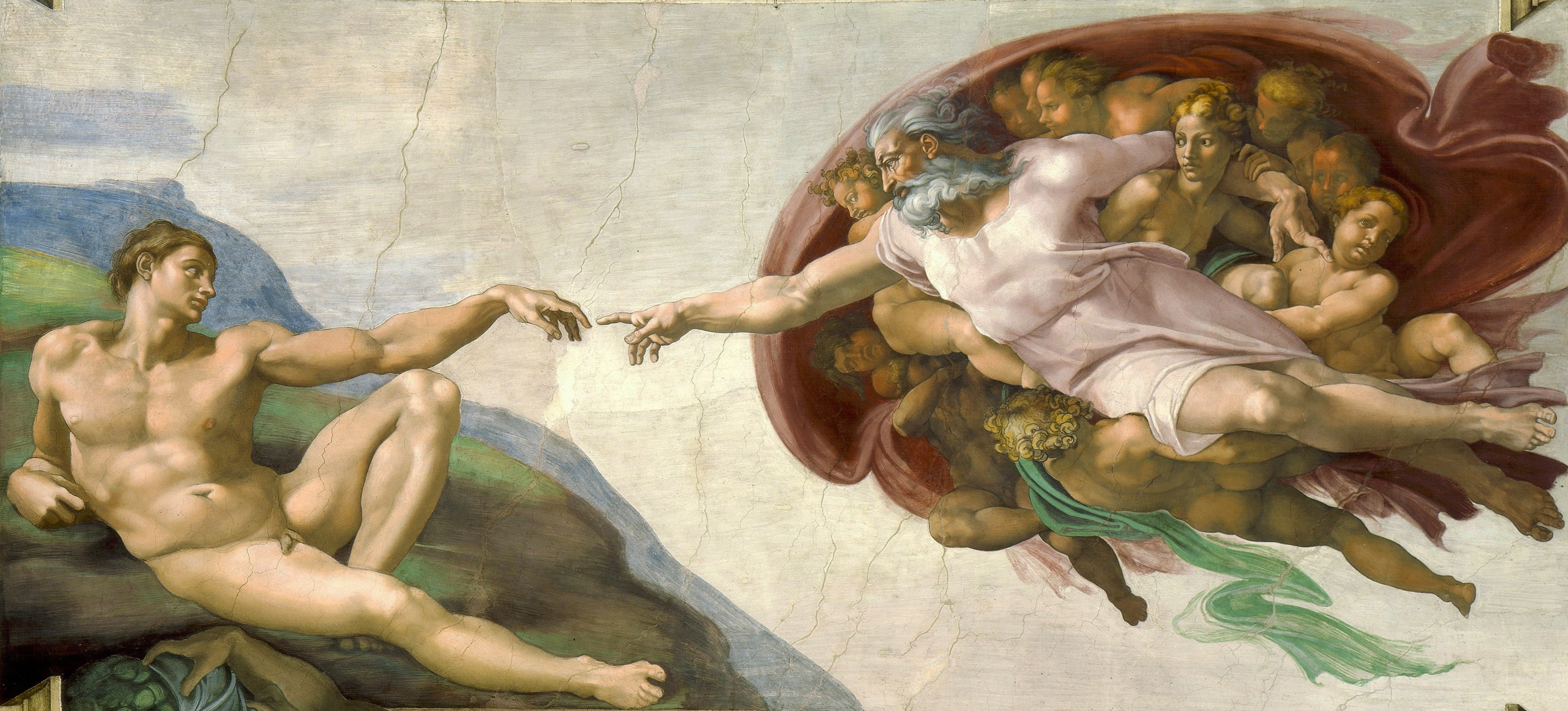
La creación de Adán, de Miguel Ángel (1511).

La imagen de Dios (en hebreo: צֶלֶם אֱלֹהִים, romanizado:  Tzelem Elohim; en latín: Imago Dei) es un concepto y una doctrina teológica en el judaísmo y el cristianismo que señala que los seres humanos son creados a imagen y semejanza de Dios, interpretándose de diferentes maneras, desde una alegoría hasta de forma literal. 
En la tradición judía, eruditos como Filón de Alejandría y Saadia Gaon argumentaron que ser creado a imagen de Dios no significa que Dios posea rasgos similares a los humanos, sino que la declaración es un lenguaje figurado para Dios que otorga un honor especial a la humanidad, que no confirió al resto de la creación. Del mismo modo, Maimónides argumenta que es la conciencia y la capacidad de hablar la «imagen de Dios»; ambas facultades que diferencian a la humanidad de los animales y le permiten al hombre comprender conceptos e ideas que no son meramente instintivos.
En el pensamiento cristiano, la imagen de Dios que estaba presente en Adán en la creación se perdió parcialmente con la caída del hombre y que, a través del sacrificio expiatorio de Jesús en la cruz, los seres humanos pueden reunirse con Dios. Los escritores cristianos (como Tomás de Aquino) han señalado que a pesar de que la imagen de Dios se perdió parcialmente, cada persona tiene un valor fundamental independientemente de su clase, raza, género o discapacidad.

#### Biblia Hebrea

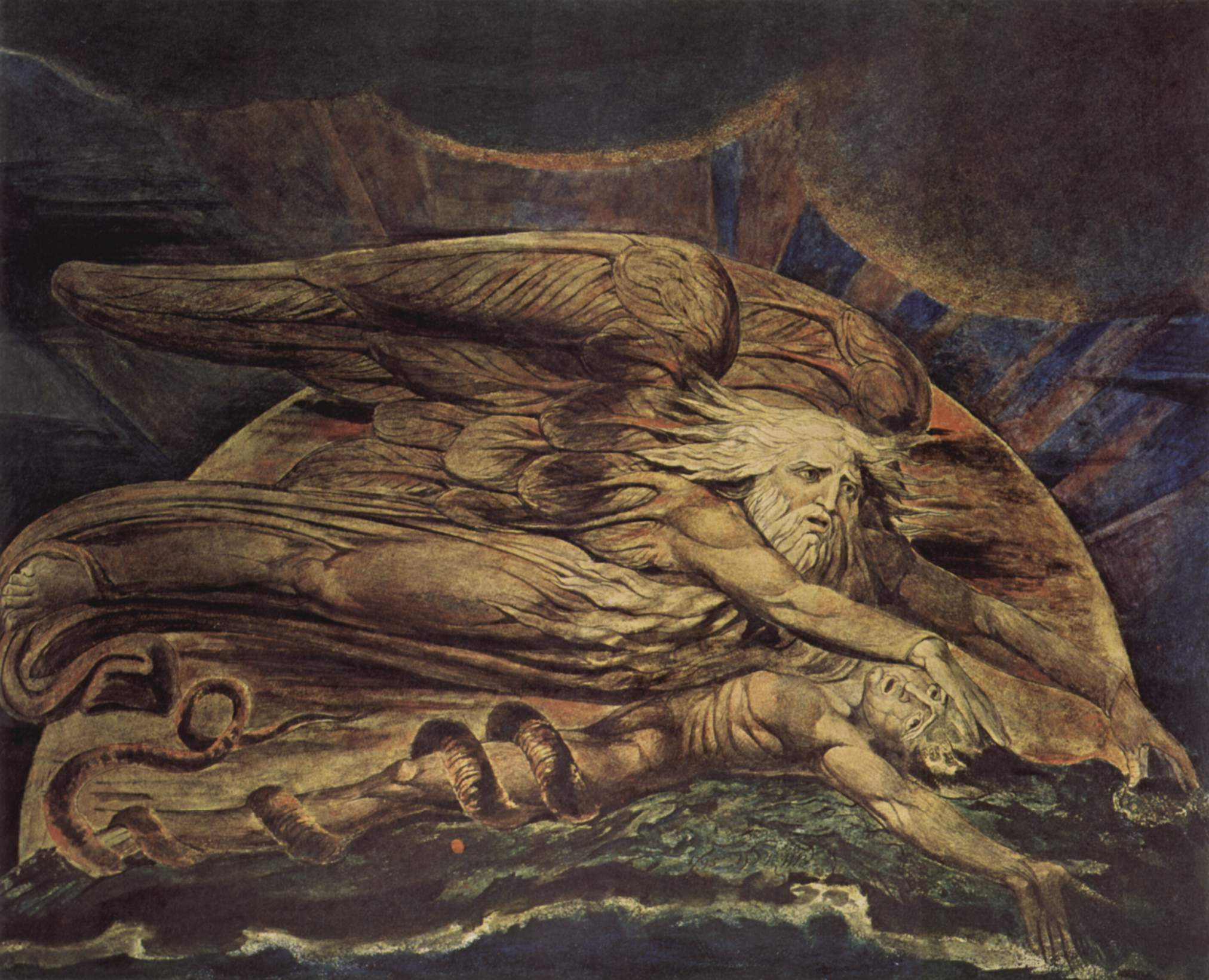
Elohim creando a Adán, de William Blake (1795).

#### Nuevo Testamento

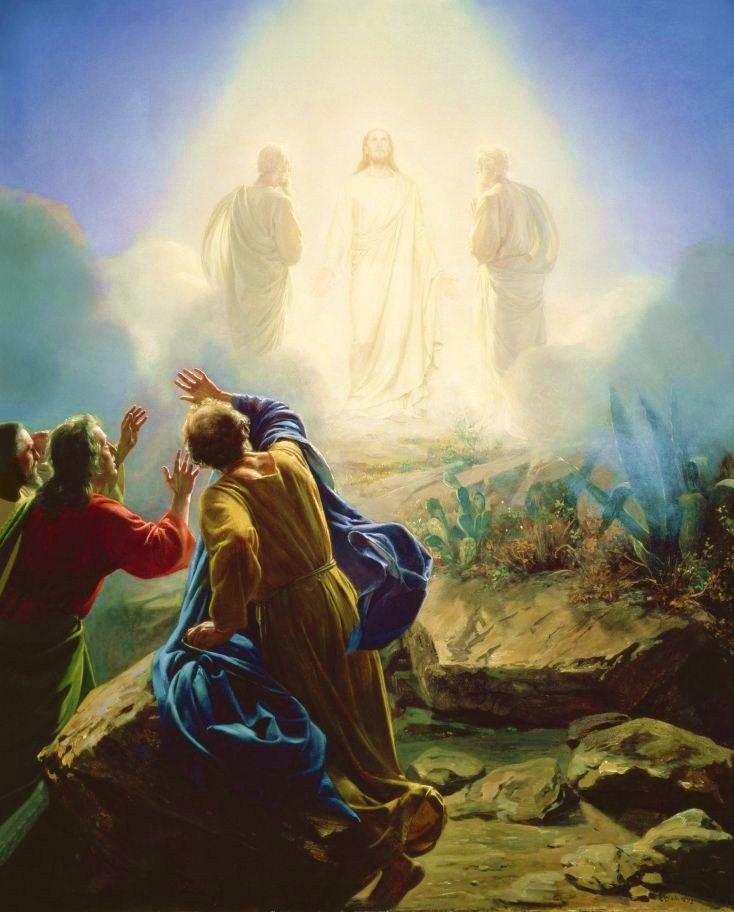
Transfiguración, de Carl Bloch (c. 1800).

### Interpretación rabínica

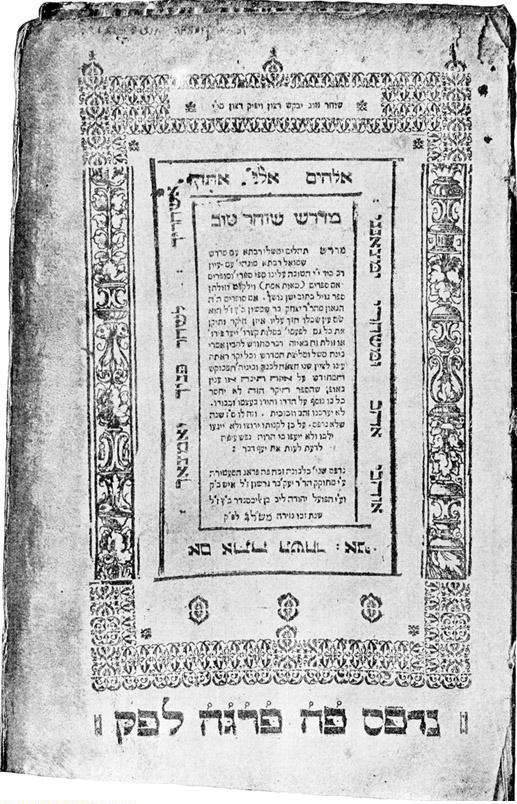
Los midrashim hebreos representan la imagen de Dios en términos democráticos o universales.

#### Interpretación patrística

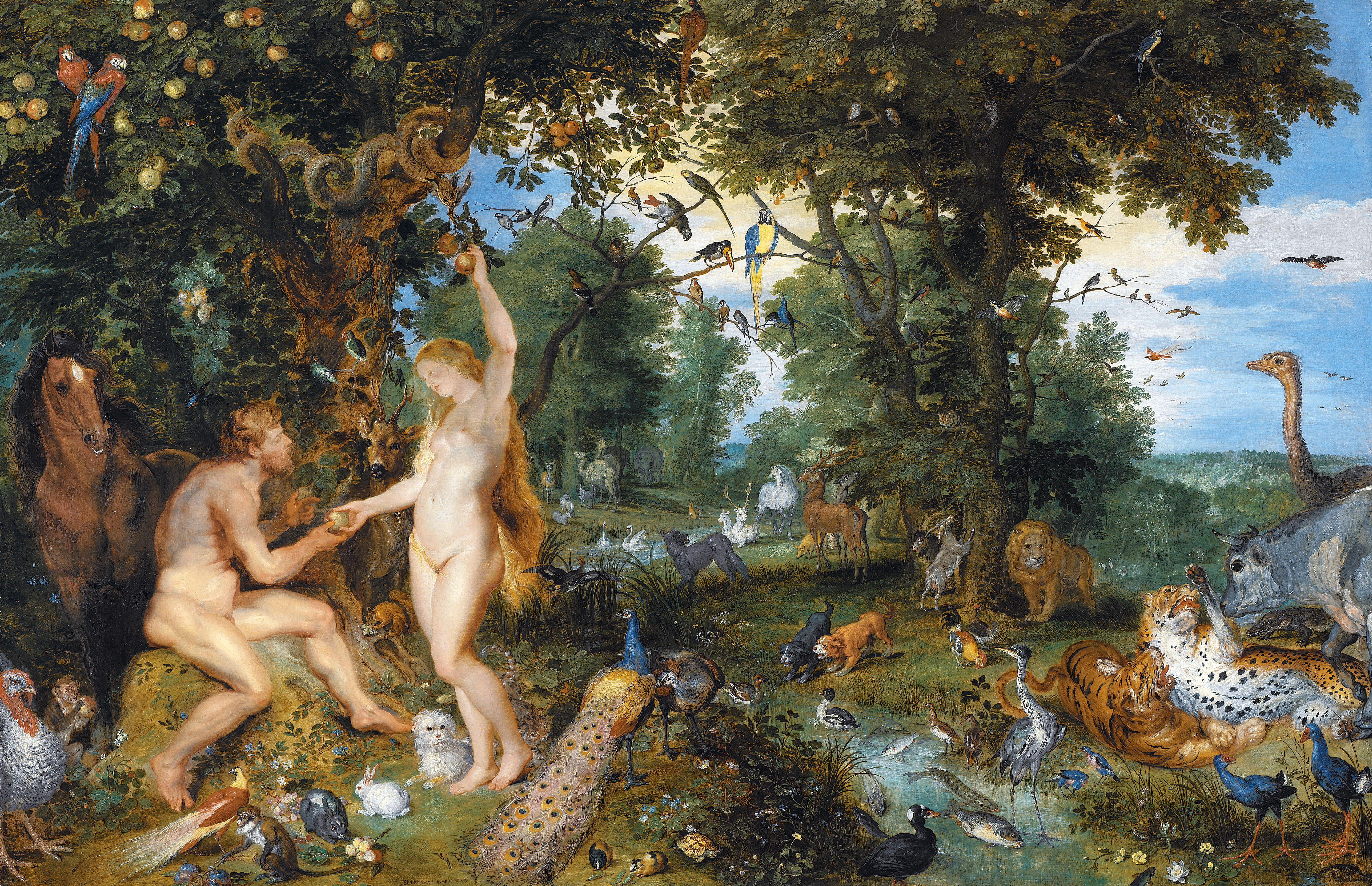
Los problemas relacionados con «la caída» y el «pecado original» a menudo se convirtieron en puntos cruciales de discusión entre los teólogos cristianos que buscaban comprender la imagen de Dios.

## Escritos bíblicos y extrabíblicos